# Ocalaria quadriocellata
Ocalaria quadriocellata là một loài bướm đêm trong họ Noctuidae.